# Pit von Frihling
Karl Hanns Christian „Pit“ von Frihling (* 18. Oktober 1919 in Hamburg; † 27. März 2011 ebenda) war ein deutscher Maler, Grafiker und Aquarellist.

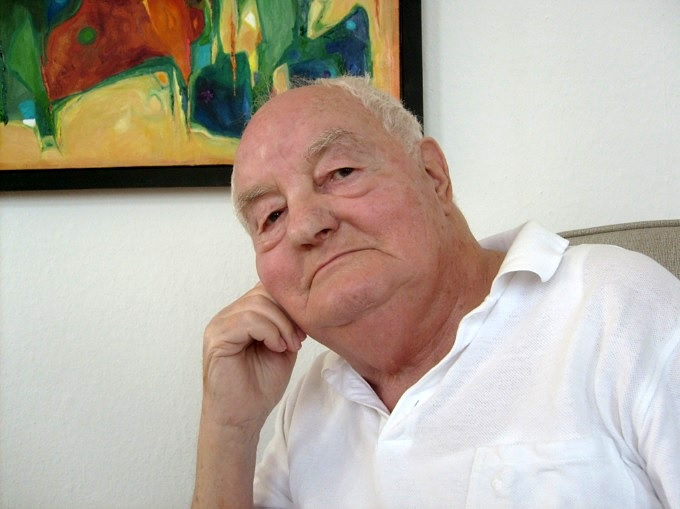
Photo des Künstlers, 2009

## Leben
Nach einer handwerklichen Ausbildung und nach Ableistung des Kriegsdienstes studierte von Frihling in den Jahren von 1945 bis 1948 an der Landeskunstschule in Hamburg, u. a. bei den Professoren Alfred Mahlau und Karl Kaschak. Ab 1957 schloss sich ein Studiensemester bei Gerhard Fietz an derselben Hochschule an. Von 1958 bis 1968 betrieb von Frihling in Hamburg und auf der niederländischen Insel Terschelling eine staatlich anerkannte Kunstschule.

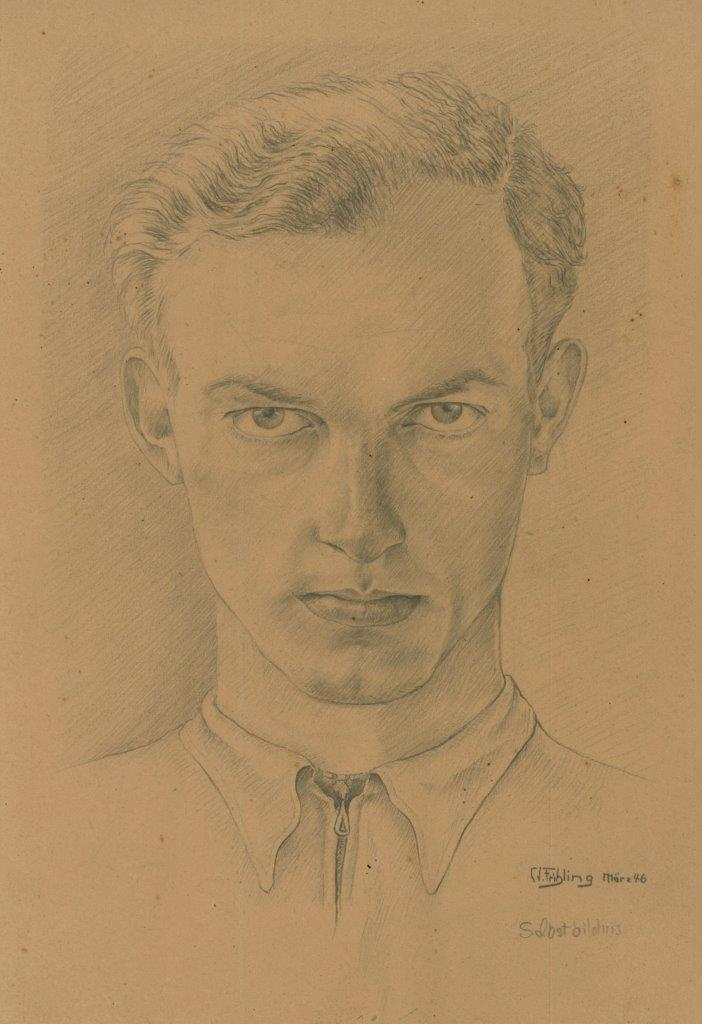
Selbstporträt, Bleistift, 1946

In den Jahren 1951 bis 1958 unternahm von Frihling Studienreisen, die ihn u. a. nach Holland, Frankreich, Italien und in die Schweiz führten.
Ab etwa 1980 entstanden, nach einer Griechenlandreise, viele meist kleinformatige Arbeiten als Gouachebilder auf Gold-, Silber- und Kupfergrund.
Seine Werke wurden mehrfach mit Preisen ausgezeichnet. Ständiger Wohnort blieb zeit seines Lebens seine Geburtsstadt Hamburg, der er sich eng verbunden fühlte.

### Mitgliedschaften
Pit von Frihling war seit 1968 Mitglied im Berufsverband bildender Künstler, Sektion Hamburg.
Darüber hinaus war er über 40 Jahre Mitglied der Freimaurerloge Roland in Hamburg; die Loge zeigt auf ihrer Homepage Werke ihres Bruders von Frihling.

### Persönliches
Pit von Frihling war evangelisch-lutherischer Konfession. Seine Tochter Corinna Schroeder-von Frihling (* 1942) ist freie Graphikerin und lebt an der Westküste Irlands.

## Werk
Pit von Frihlings Werk umfasst Tausende von Skizzen, Aquarelle, Gemälde und Werke für Kirchen. Er war ein „Landschafter, aber ganz und gar nicht im Sinne etwa der liebenswerten Kleinmeister des ausgehenden 19. Jahrhunderts“. Das vielseitige künstlerische Spektrum umfasst abstrakte und figürliche Werke sowie Arbeiten mit Sand und Metall. Er „arbeitet nicht vor dem Motiv. Die Bilder entstehen erst in der Stille des Ateliers“.

### Zusammenarbeit
In die Jahre von 1958 bis 1968 fiel eine fruchtbare Zusammenarbeit mit der evangelischen Kirche, für die er die künstlerische Ausgestaltung von 20 modernen Kirchen übernahm.
Darüber hinaus schuf von Frihling Kunstwerke im öffentlichen Raum bzw. als Beiträge zu Kunst am Bau an öffentlichen Gebäuden „in Holz, Metall, Glas, Textil“.
In das Jahr 1975 fiel seine Mitarbeit an dem Film Ansichten – Deutsche Landschaftsmalerei von Dürer bis heute, der im Auftrag des Bundespresseamts Bonn hergestellt wurde.

### Malerei

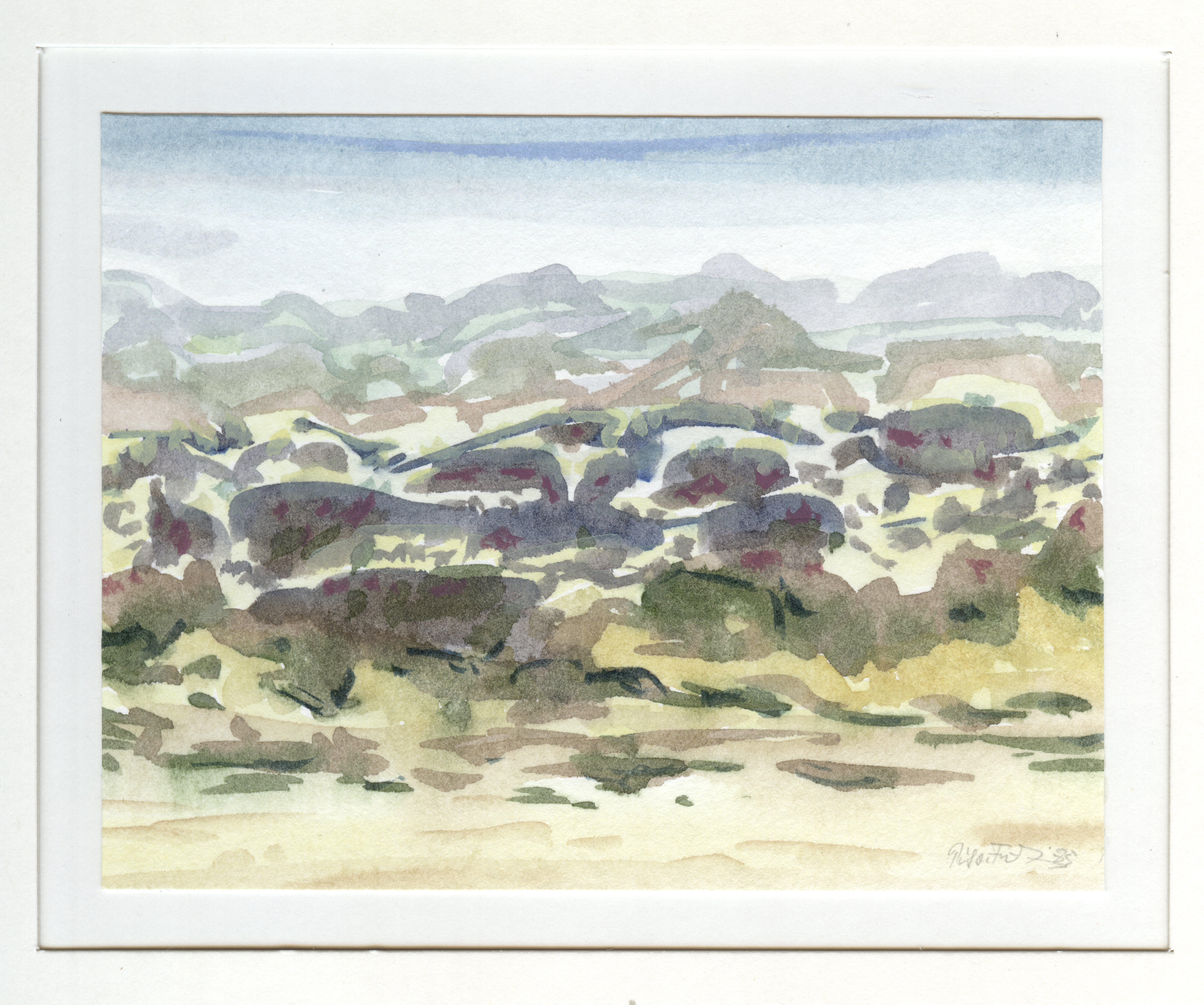
Dünenlandschaft auf Amrum, Aquarell, 1983

In seiner Jugendzeit schuf von Frihling Bilder in konventioneller Malweise in Öl, aus dieser Zeit sind auch erste Bleistiftskizzen, beispielsweise Selbstbildnisse, erhalten.
Pit von Frihlings Hauptwerk steht ganz im Zeichen der norddeutschen und niederländischen Landschaft, hierbei kam es ihm aber weniger darauf an, das Abbild einer bestimmten Landschaft zu schaffen. Er widmete sich vielmehr der typischen geologischen Beschaffenheit seines Sujets und band das Licht und dessen gestaltende Kraft in die Komposition ein. Der Künstler tritt als „Landschaftsmaler [auf], der vorwiegend norddeutschen Motiven wie Meer, Watt, Himmel und Küsten neue Aspekte abgewinnt“ und der „letztlich nur das Abbild seiner Idee aus der Welt des Geistigen erkennen lässt“.
Hierbei dringt er „in seinen Bildern in die Tiefe, er fühlt Geologisches, Morphologisches, steigt auf in die Sphäre des Meteorologischen“, wobei ihn „Urlandschaften, das Meer, die Moore, große Wälder und das Hochgebirge besonders faszinieren“. Pit von Frihling zeigt in seinen Landschaften „eine starke emotionale Seite“, die einer „Neigungen zum Mystischen im positiven Sinne“ entspricht. In der Regel kommt der Mensch als Bildgegenstand nicht vor, es „bedarf es keiner Menschendarstellung, wo alles so für den Menschen gedacht ist“.

### Arbeiten für Kirchen
Seine Antependien als Stoffapplikation für Altäre und Kanzeln in Kirchen nehmen ebenfalls einen eigenen Bereich in seinem Werk ein. Darüber hinaus schuf er Modelle für Kreuze, Turmbekrönungen, Altargeschirre (Kelche bzw. Abendmahlsteller) und Kerzenständer sowie für Leuchten in Kirchen, die – zusammen mit seinen Zeichnungen – als Entwürfe für die ausführenden Kunsthandwerker dienten. Eine Übersicht dieses Teils seines Werks fehlt noch.

### Signatur

Signatur des Künstlers

Werke seiner frühen Schaffensperiode sind mit C. v. Frihling, die seiner Hauptwerke mit Pit v(on) Frihling signiert.

### Kunst im öffentlichen Raum
Pit von Frihling hat zahlreiche Werke im öffentlichen Raum in Norddeutschland geschaffen, eine Zusammenstellung dieses Teils seines Werks fehlt noch.

### Kunst in Sammlungen/Museen

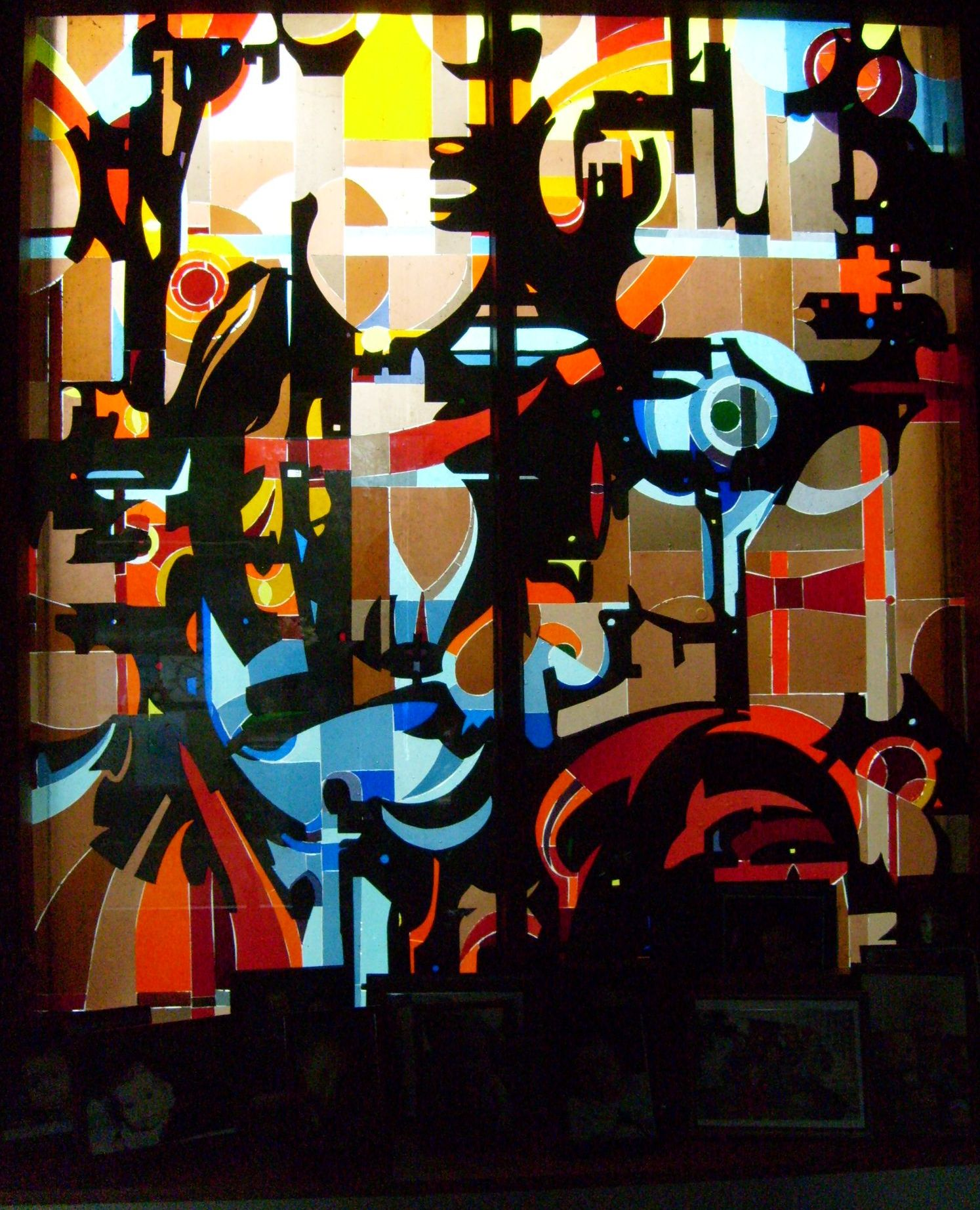
Fensterkunst, Privathaus, Wyk auf Föhr

Mit seinen Werken ist von Frihling in zahlreichen öffentlichen und privaten Sammlungen vertreten, auch hier fehlt eine Übersicht noch.

### Ehrungen
Folgende Auszeichnungen wurden dem Künstler verliehen:
- 1981: Euro-Medaille in Gold für Kunst und Kultur
- 1985: Kunstförderpreis des Landes Baden-Württemberg

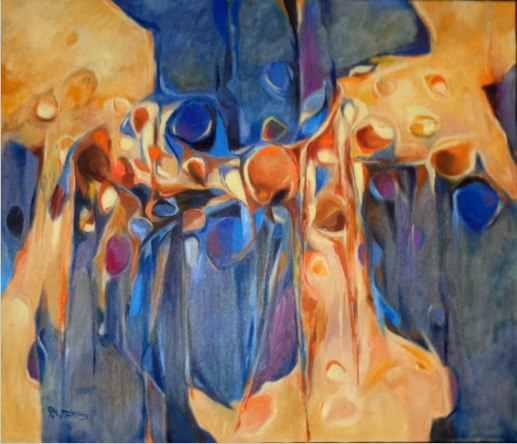
Eine Legende, Öl auf Leinwand, 2006

- 1988: Kunstpreis Schneverdingen

## Ausstellungen
Pit von Frihling wurde mit über 60 Einzelausstellungen geehrt und beteiligte sich mit Künstlerkollegen an mehr als 40 weiteren Ausstellungen.

### Einzelausstellungen
(Quelle: , Angaben wurden ergänzt, sind möglicherweise aber unvollständig)
- 1962: Haarlem, Holland
- 1963: Amsterdam
- 1964: Kunstverein Groningen
- 1968: Hamburg
- 1970: Museum Neumünster
- 1972: Hamburger Sparkasse
- 1973: Galerie Peter, Hamburg
- 1974: Kurhaus Bevensen
- 1974: Kurverwaltung Spiekeroog
- 1974: Hochhuth-Galerie, Hamburg
- 1974: Pueblo Art Center, Californien USA
- 1975: Galerie Forum, Hamburg
- 1975: Galerie Wyk/Föhr
- 1976: Hochhuth-Galerie, Hamburg
- 1977: Kunsthaus B. b. K. Hamburg
- 1977: Galerie Forum, Hamburg
- 1978: Heimatmuseum Scheeßel
- 1978: Kerkdiel, Holland
- 1978: Kunstgrotte in Leck
- 1979: Galerie in den Vierlanden, Hamburg
- 1979: Galerie bi in Reinbek
- 1979: Torhaus Wellingsbüttel
- 1979: Hochhuth-Galerie, Hamburg
- 1979: Siemens AG, Erlangen
- 1980: Kleine Galerie Schneverdingen
- 1980: Markthalle Hamburg
- 1980: Kunstamt der Stadt Emden
- 1980: TTK Wohltorf
- 1981: Hochhuth-Galerie, Hamburg
- 1981: Haspa, Hamburg
- 1983: Hochhuth-Galerie, Hamburg
- 1983: Galerie Schwarz, Bremen
- 1983: Städtisches Museum Gladbeck
- 1983: Kunstkreis Norderstedt
- 1984: Galerie Weiß, Hilden
- 1984: Galerie Daberkow, Frankfurt
- 1985: Galerie Kilian, Celle
- 1985: Galerie Lehmann, Harburg
- 1985: Galerie 4 D, Berlin
- 1985: Schneverdingen
- 1986: Galerie Raber, Bendorf
- 1986: Galerie Deichstraße, Hamburg
- 1986: Werkstatt Galerie Lüneburg
- 1987: Galerie Lüth, Halebüll
- 1987: Galerie Das Werk, Waldbröl
- 1987: Galerie Daberkow, Frankfurt
- 1989: Galerie Deichstraße, Hamburg – anlässlich des 70. Geburtstages
- 1990: Bendorf
- 1991: Sollerup
- 1994: Atelier Galerie Schroeder-von Frihling, Oevenum, Föhr – anlässlich des 75. Geburtstages
- 1996: Nordstrand
- 1997: Alte Speicherstadt, Hamburg
- 1998: Emmerich
- 1998: Bad Segeberg
- 1999: Hamburgische Landesbank, Hamburg – anlässlich des 80. Geburtstages
- 2002: Elysee Hotel, Hamburg
- 2002: Ahrendsburg
- 2004: Sozietät Schlutius, Hamburg
- 2004: Galerie am Tibarg, Hamburg
- 2009: Sozietät Dr. Brose, Hamburg – anlässlich des 90. Geburtstages
- 2012: Erinnerungsausstellung in der ev. Kirche St. Markus, Hamburg-Hohe Luft

## Veröffentlichungen
(Quelle:, Angaben wurden ergänzt, sind möglicherweise aber unvollständig)
- Kunstverein Groningen/Holland, 1964
- U.D. Heydorn: Maler in Hamburg 1966–1974. Verlag Christians, Hamburg 1974.
- O.H. Schindler: Dokumente zur zeitgenössischen Kunst. Verlag Arbeitskreis Moderne Graphik, 1975.
- E. Heinhold: Künstler sehen Schleswig-Holstein. Verlag Weidlich, Frankfurt 1976.
- 50 Jahre Griffelkunst-Vereinigung. Hamburg 1977.
- Edition Galerie Hochhuth, Hamburg 1977.
- Kunstpreis Altona 1981 – Altona gestern und heute. Altona 1981.
- Kunstförderung des Landes Baden-Württemberg (Erwerbungen 1983–1985).
- Edition Galerie Deichstraße – Retrospektive in 26 Bildern, 1989.
- Ministerium für Wirtschaft und Kunst, Stuttgart 1985.
- 30 Jahre Galerie Daberkow 1958–1988. Frankfurt 1988.
- Axel-Alexander Ziese: Zauber des Lichts. Arte Factum, Nürnberg 1998.
- Corinna Schroeder-von Frihling: Es war, als hätt' der Himmel, 32 Engel-Collagen von Pit von Frihling, tredition, Hamburg 2016, ISBN 978-3-7345-4112-4.